# Karl Wilhelm Diefenbach

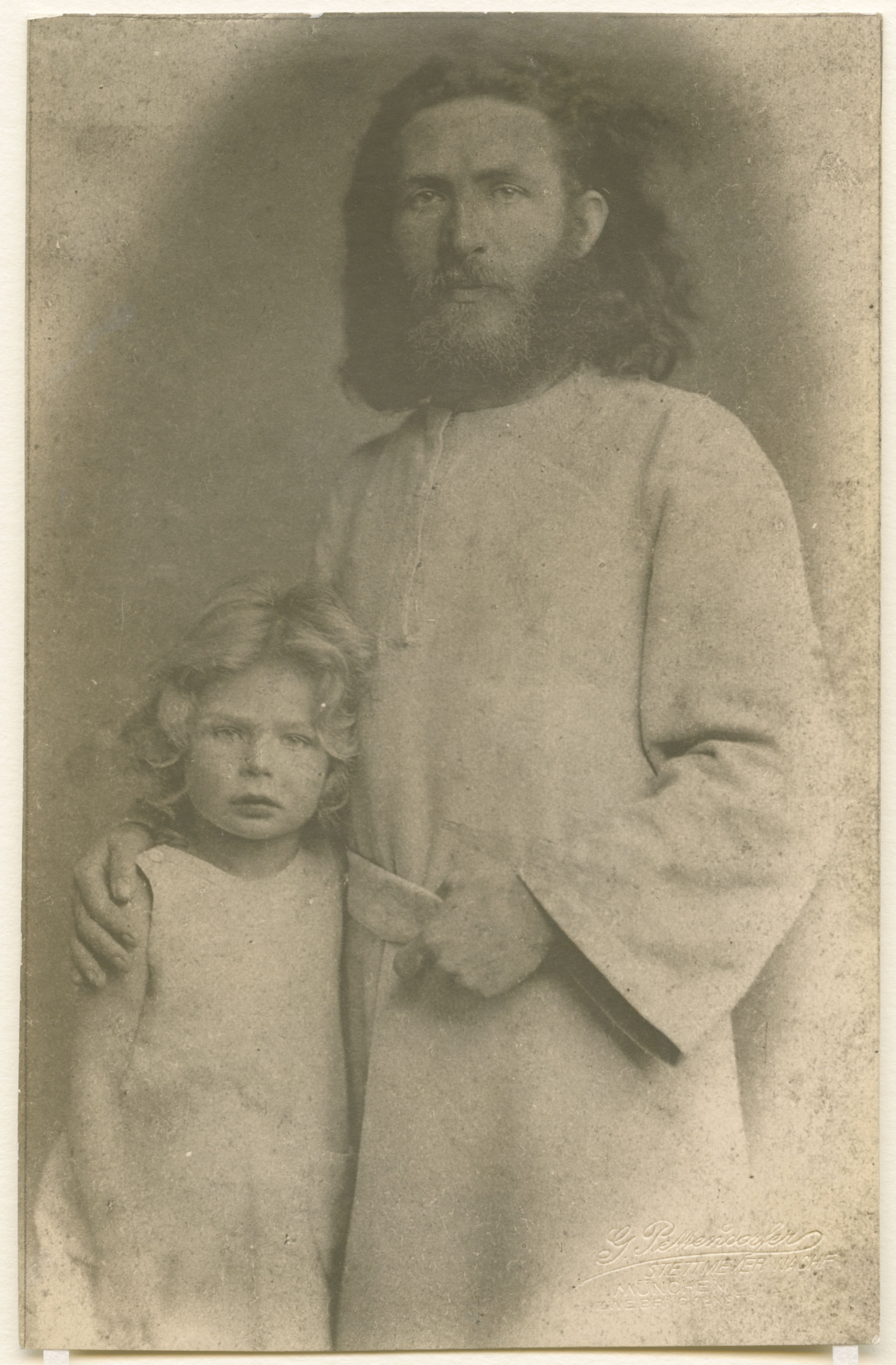
Diefenbach um 1885

Karl Wilhelm Diefenbach (* 21. Februar 1851 in Hadamar; † 15. Dezember 1913 auf Capri) war ein deutscher Maler und Sozialreformer.
Diefenbach gilt als „Urvater der Alternativbewegungen“ und einer der bedeutendsten Vorkämpfer der Lebensreform, der Freikörperkultur und der Friedensbewegung. Seine Landkommune Himmelhof in Wien Ober Sankt Veit (1897–1899) war Vorbild für die von seinem Schüler Gusto Gräser gegründete Reformsiedlung Monte Verità bei Ascona, die auch als „Gral der Moderne“ bezeichnet wird. Als Maler ist Diefenbach ein eigenständiger Vertreter des Symbolismus.

## Leben

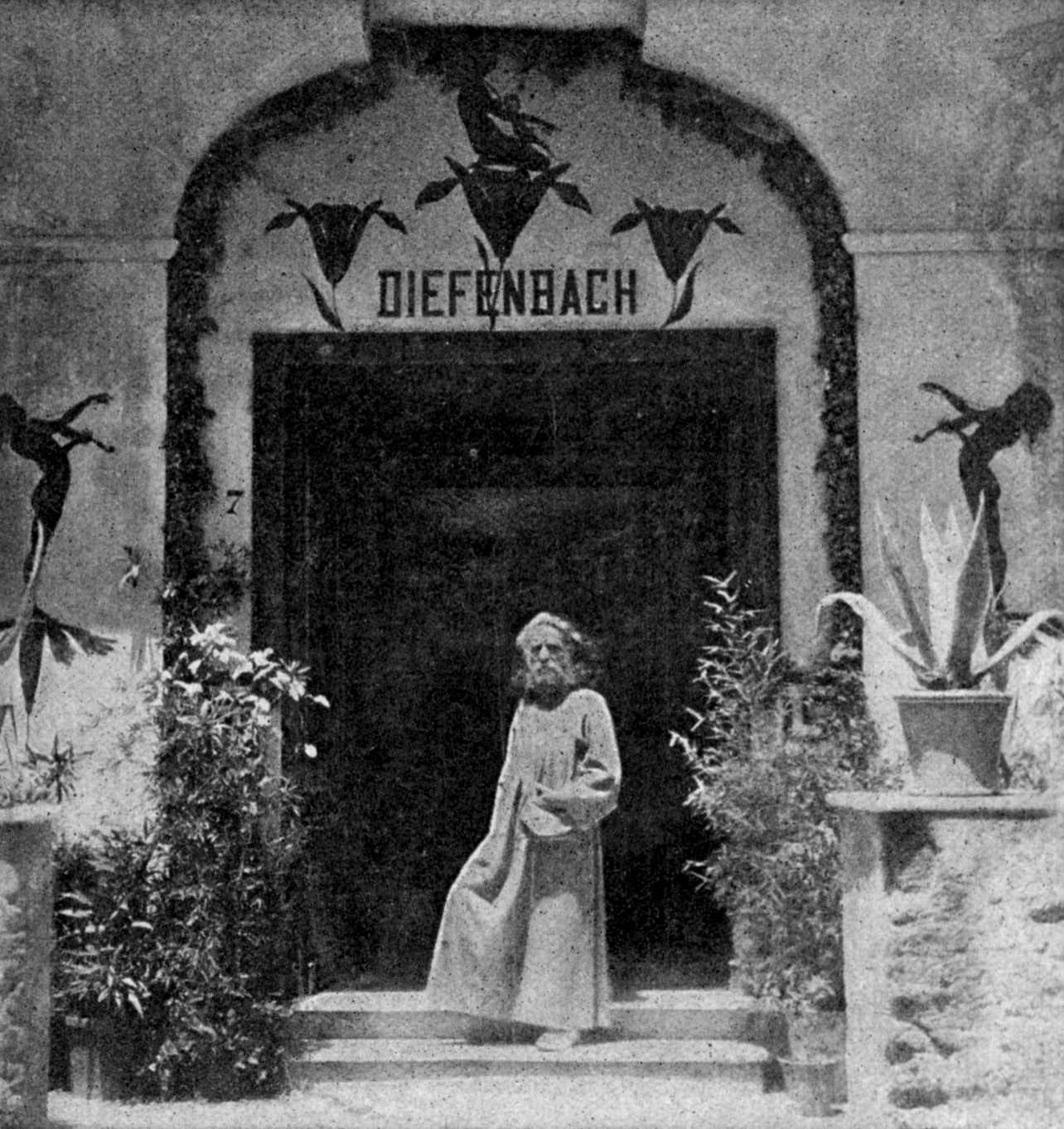
Diefenbach vor seinem Haus auf Capri

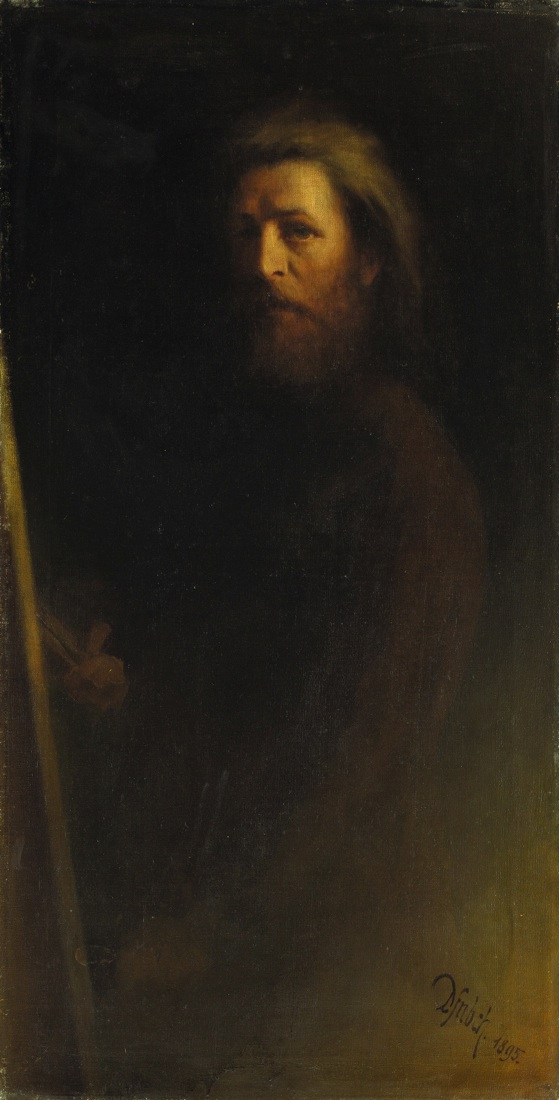
Selbstbildnis 1895

Diefenbach war ein Sohn des Malers und Zeichenlehrers am Hadamarer Gymnasium Leonhard Diefenbach. Er ging zunächst auf das Gymnasium und erhielt durch seinen Vater den ersten künstlerischen Unterricht. Anschließend studierte er an der Münchner Kunstakademie und ließ sich von Arnold Böcklin und Franz von Stuck beeindrucken. Seine Gemälde fanden schon früh Beachtung und Anerkennung. Durch eine schwere Typhus-Erkrankung und Operation wurde sein rechter Arm verkrüppelt. Da er meinte, mit Naturheilmethoden sein Leben gerettet zu haben, wandelte er sich unter dem Einfluss des Naturheilpraktikers Arnold Rikli und Eduard Baltzer, dem Begründer des Vegetarischen Vereins in Deutschland, zum Apostel der naturgemäßen Lebensweise. Um 1881 trat er aus der Kirche aus und wurde Mitglied der Freireligiösen Bewegung. Am Morgen des 28. Januar 1882 erlebte Diefenbach auf dem Hohen Peißenberg im Voralpenland den „Sonnen-Aufgang“ seiner Seele: seine Wandlung und Berufung zum prophetischen Reformator. In Kutte und Sandalen verkündete er nun in München seine Lehre. Seine Ideen (Leben im Einklang mit der Natur, Ablehnung der Monogamie, Abkehr von jedweder Religion, Bewegung an der frischen Luft sowie Ausübung der Freikörperkultur und einer fleischlosen Ernährung als Veganer) wurden von seinen Zeitgenossen zum Anlass genommen, ihn als „Kohlrabi-Apostel“ zu verspotten und zu verfolgen. Nachdem die Polizei seine Versammlungen unterdrückt hatte, zog sich Diefenbach in einen verlassenen Steinbruch bei Höllriegelskreuth zurück. Eine kleine Kommune entstand, die nach den Lehren Eduard Baltzers lebte. Dort wurde der junge Maler Hugo Höppener sein Helfer und Jünger. Diefenbach nannte ihn „Fidus“, was zum Künstlernamen Höppeners wurde. Die Zeitschrift Die Schönheit (ab 1901) veröffentlichte Werke von Fidus, der zu einer Ikone der FKK-Bewegung wurde.  In gemeinsamer Arbeit entstand der große Fries Per aspera ad astra. Eine Ausstellung seiner Gemälde in Wien im Jahr 1892 war ein sensationeller Erfolg und machte ihn berühmt. Jedoch verlor er infolge von Betrügereien der Leitung des Österreichischen Kunstvereins alle seine Werke.
Er flüchtete nach Ägypten, wo er riesige Tempelbauten entwarf. Um seine Bilder zurückzugewinnen, ging er 1897 nach Wien zurück, plante die Herausgabe einer Zeitschrift Humanitas und veranstaltete eine große Ausstellung. Ein Freundeskreis, dem die Pazifistin Bertha von Suttner, die er 1891 auf einem Friedenskongress in Wien erstmals traf, und der Publizist Michael Georg Conrad angehörten, unterstützte seine Unternehmungen. In dieser Zeit sammelte sich um ihn eine Lebensgemeinschaft von bis zu 20 Schülern oder Jüngern. 1897 gründete er mit ihnen die Künstlerkommune „Humanitas“ im Hause der ehemaligen Gaststätte „Am Himmel“ am Himmelhof in Ober Sankt Veit, die zur Keimzelle der frühen Alternativbewegung oder Lebensreform wurde. Ihr gehörten zeitweise die Maler Franz Kupka, Constantin Parthenis, Paul von Spaun und Gusto Gräser sowie der spätere Tierrechtler Magnus Schwantje an. Die „Humanitas“ war ein Vorläufer für die berühmte Alternativsiedlung Monte Verità bei Ascona. Die Maßstäbe, die Diefenbach an sich selber und an seine Anhänger anlegte, waren durchaus unterschiedlich: Lebte er selbst zeitgleich in wenigstens zwei Beziehungen zu Frauen, so verlangte er seinen Anhängern, deren Post er persönlich kontrollierte, Keuschheit und unbedingten Gehorsam ab. Die Künstlerkommune ging bankrott, und Diefenbach zog 1899 auf die Insel Capri, wo er Erfolg und Ansehen gewann, während er in Deutschland vergessen wurde. Im Alter von 62 Jahren starb er 1913 auf Capri an den Folgen eines Darmverschlusses.
Diefenbach war in erster Ehe verheiratet mit Magdalena Diefenbach geb. Atzinger, mit der er die Tochter Stella, verh. von Spaun (1882–1971) hatte. 1898 lernte er Wilhelmine (Mina) Vogler kennen, die er heiratete, obwohl er primär mit deren Schwester Marie (bzw. in einer Art Ehe zu dritt) zusammenlebte. Diefenbach hatte weitere Kinder, u. a. den späteren Landschaftsmaler Lucidus Diefenbach.

## Nachlass, Ausstellungen und Ehrungen

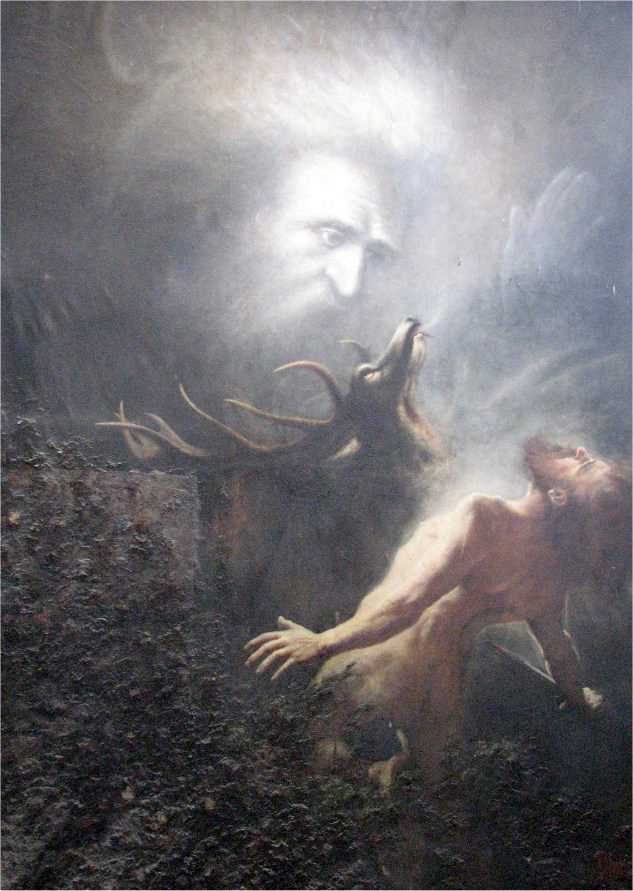
Du sollst nicht töten, 1903

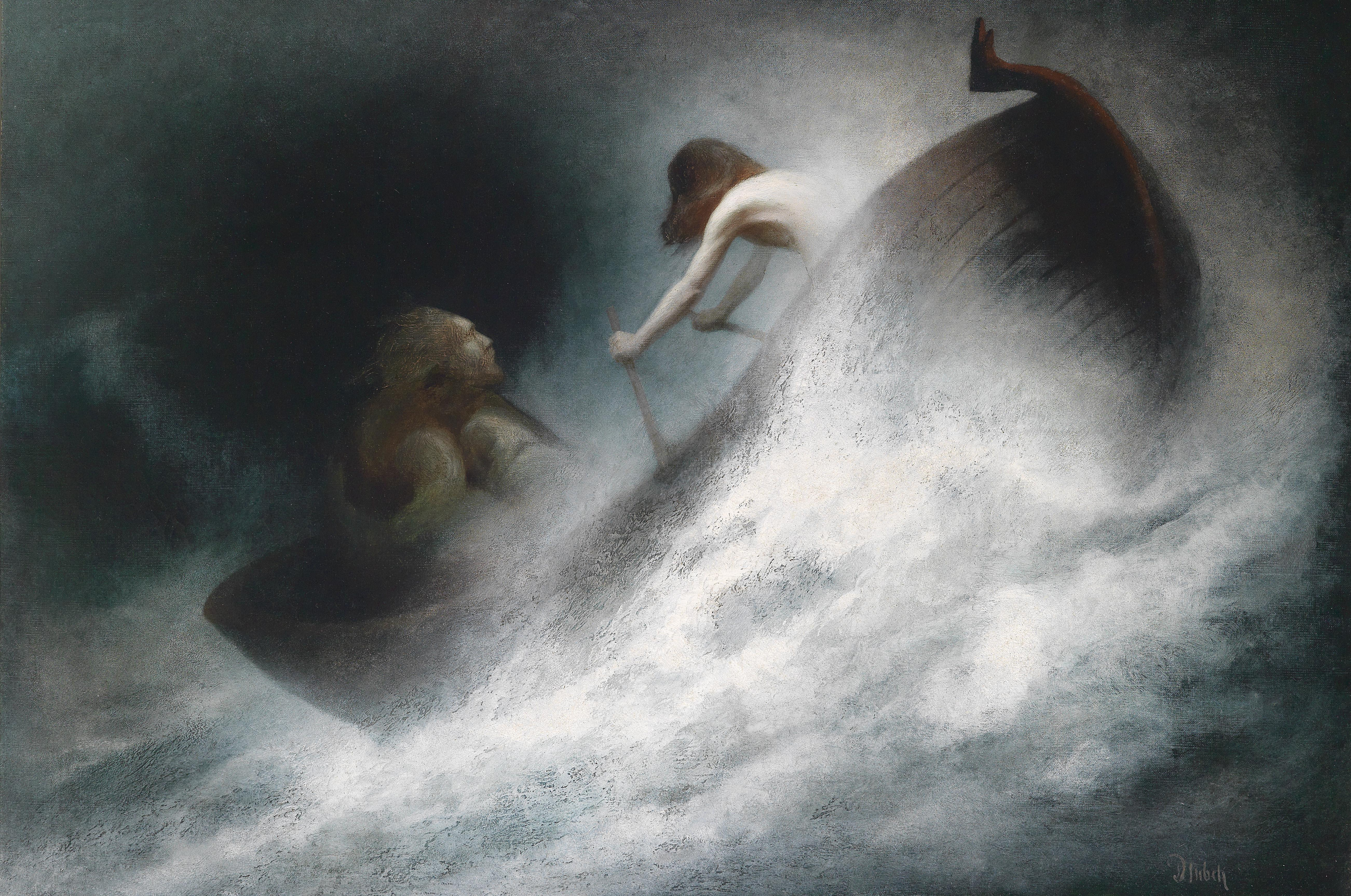
Der Rettung entgegen, um 1900, Öl auf Leinwand, 100 × 151 cm, Sammlung Jack Daulton, Los Altos Hills, California

Nach seinem Tod 1913 blieb sein Nachlass ein halbes Jahrhundert lang verborgen und dem Verfall ausgesetzt. Ab den 1960er Jahren sammelte und erforschte sein Enkel Fridolin von Spaun (1901–2004) in seinem Familienarchiv in Dorfen bei Wolfratshausen Diefenbachs Nachlass. Von Spaun erkannte schon früh durch seine Herkunft, die Kindheitserlebnisse mit Diefenbach, die Begegnungen mit verschiedensten Propagandisten der Lebensreform sowie die Teilnahme an der Wandervogelbewegung auf seinem Lebensweg die kulturhistorische Bedeutung seines Großvaters. Er half bei der Entstehung der öffentlichen Museen für Diefenbachs Werke auf Capri und in seiner Heimatstadt Hadamar.
Vom 29. Oktober 2009 bis 31. Januar 2010 wurde in einer Ausstellung im Museum Villa Stuck in München sein Werk dem deutschen Publikum wieder zugänglich gemacht. Eine Ausstellung der Schirn Kunsthalle Frankfurt von 2015, die anschließend auch in der Nationalgalerie Prag gezeigt wurde, sieht ihn als Ahnherrn einer Reihe von Künstlerpropheten, von Gusto Gräser, Franz Kupka und Egon Schiele bis zu Joseph Beuys und Friedensreich Hundertwasser. Sein schriftlicher Nachlass befindet sich heute im Archiv der deutschen Jugendbewegung auf Burg Ludwigstein.
1927 wurde die Karl-Wilhelm-Diefenbach-Gasse in Wien-Hietzing nach ihm benannt, 1945 die Diefenbachstraße in München-Solln.
Am 25. November 2015 wurde ein Asteroid nach ihm benannt: (6059) Diefenbach.

## Werke (Auswahl)
Gemälde
- 31 Gemälde befinden sich im Museo Diefenbach im Refektorium der Certosa di San Giacomo auf Capri.

Fries
- Per aspera ad astra. Wien 1893. Ein 68 m langer Fries, heute in Diefenbachs Geburtsstadt Hadamar im Stadtmuseum im Schloss Hadamar ausgestellt.

Ausschnitte aus einem Buch, Vergrößern mit Anklicken
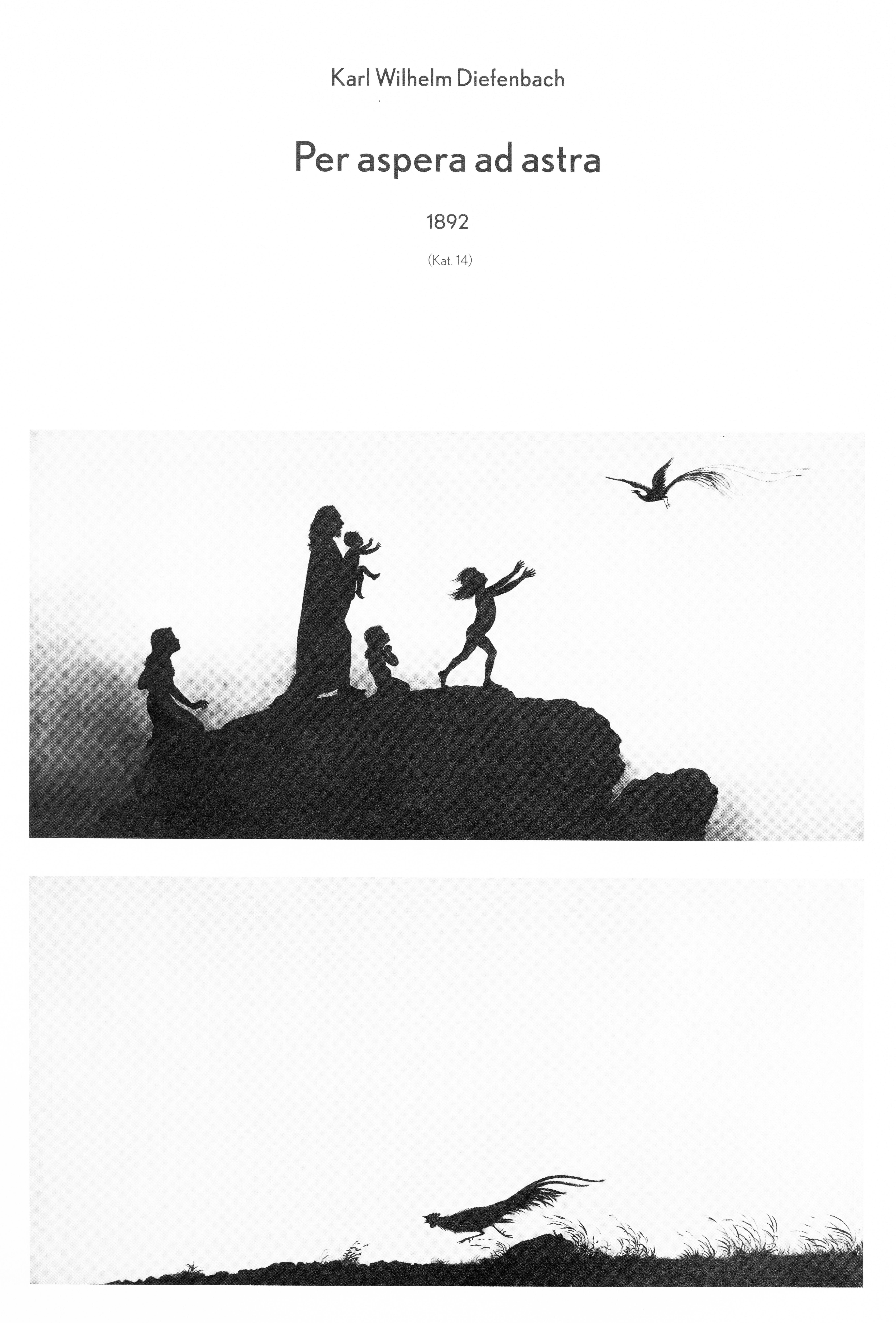
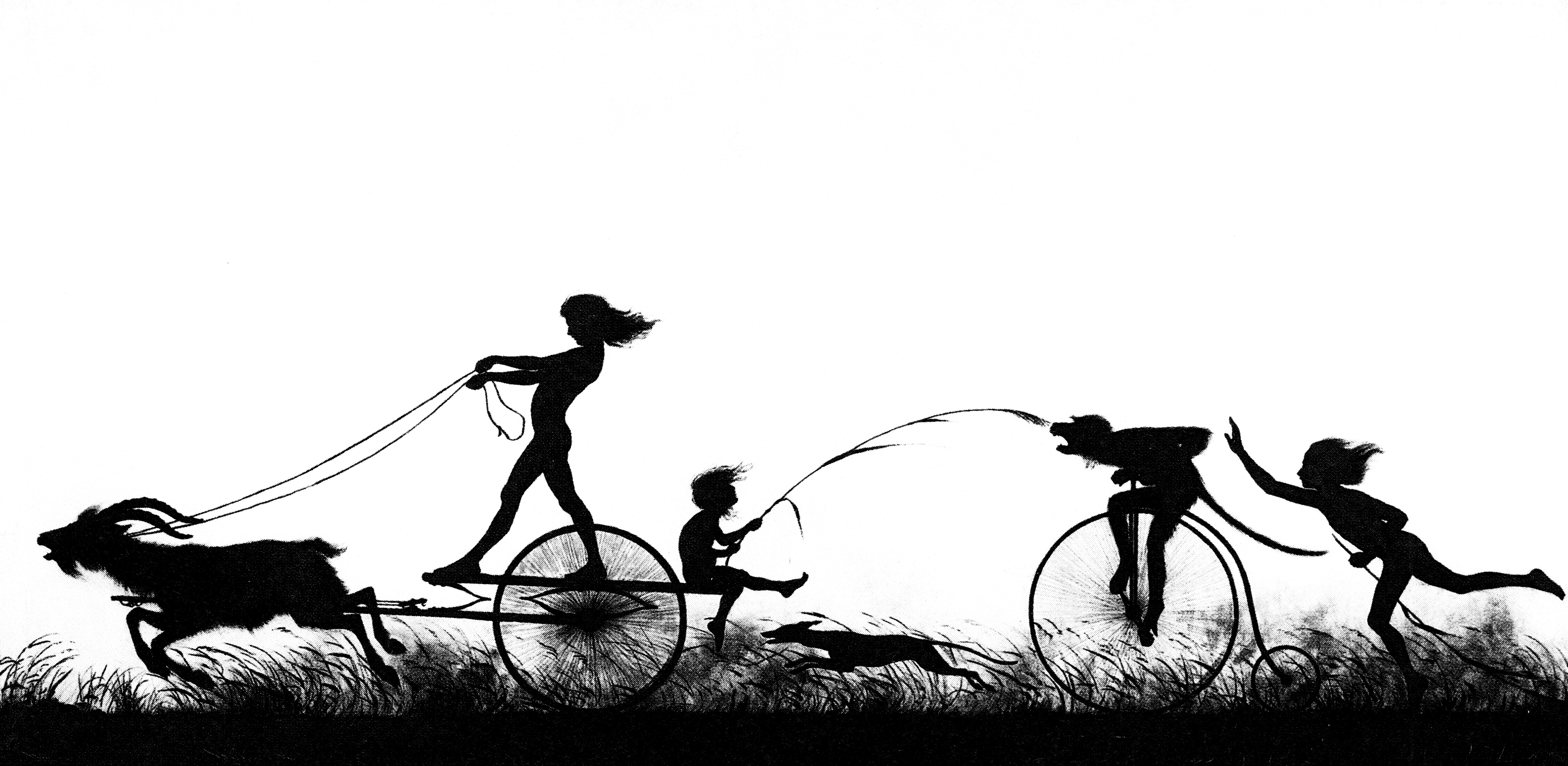
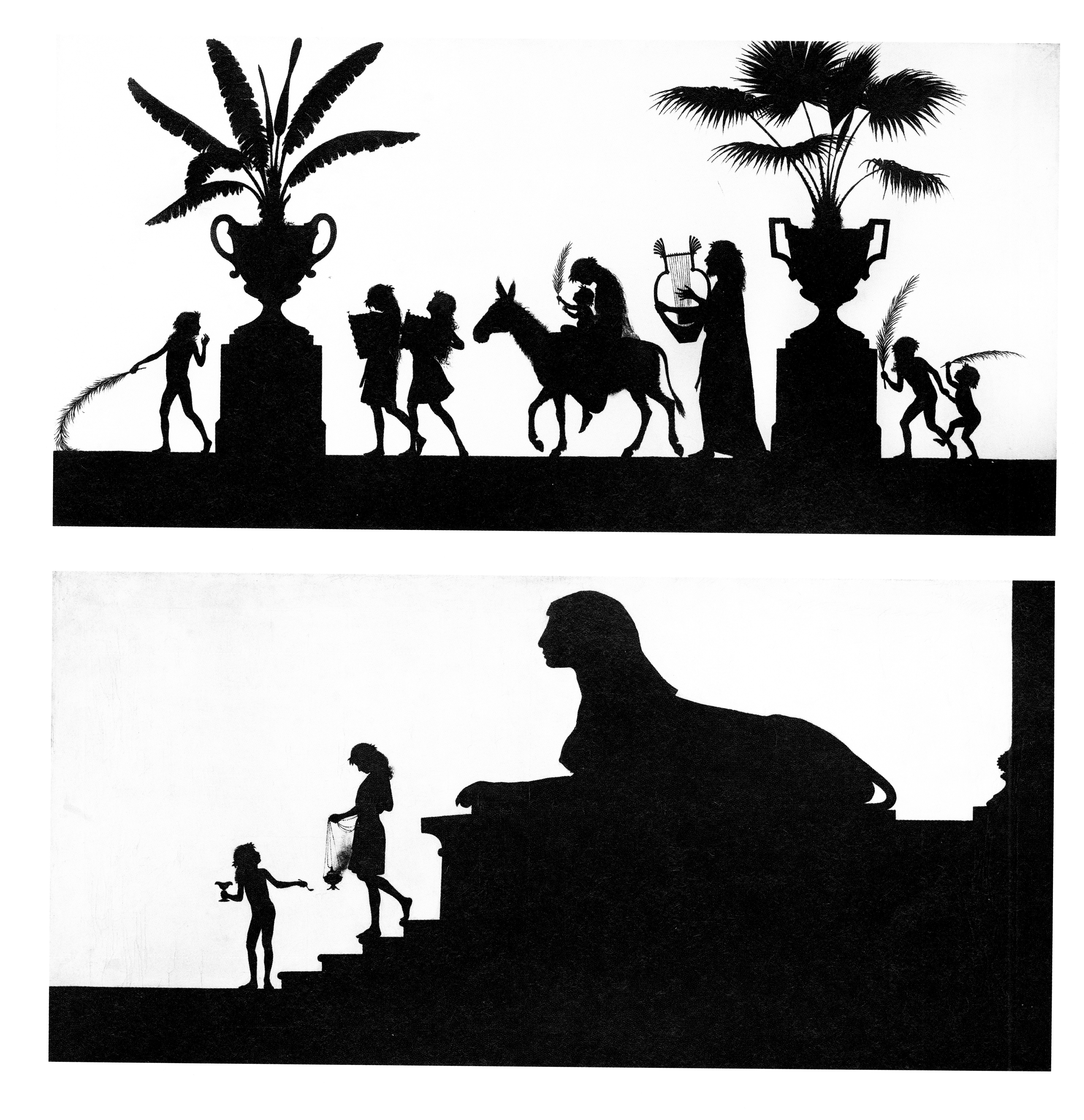

Schriften
- Ein Beitrag zur Geschichte der zeitgenössischen Kunstpflege. Wien 1895.
- Göttliche Jugend. Ein Tag aus dem Sonnenlande. 2 Teile. Teubner, Leipzig 1912/1914.